# Thug by Nature
Thug by Nature è l'album di debutto del rapper Layzie Bone, pubblicato il 20 marzo 2001 sotto la casa discografica Ruthless Records. Il disco uscì a nome L-Burna, pseudonimo dato al rapper dalla sorella.
Thug by Nature è un triplo album. Il secondo e il terzo CD contengono in totale 4 brani inediti.
Ha raggiunto la posizione n.43 della Billboard 200 e la n.17 della Billboard Top R&B/Hip-Hop Albums.

## Tracce
1. Carole of the Bones
2. Battlefield
3. Connectin' the Plots (feat. WC)
4. Fear No Man
5. Time Will Tell (feat. Dekumpozed)
6. Where You Goin? (Skit)
7. How Long Will It Last
8. Deadly Musical
9. Fire in tha Hole (Skit)
10. There They Go (feat. Aaron Hall)
11. My Niggaz
12. Still the Greatest (feat. Big Chan & Flesh-N-Bone)
13. Make My Day (feat. Baby S)
14. Lock-N-Load
15. Up Against The Wall
16. Thug by Nature
17. Smoke On
18. Listen
19. As the Rain

### CD bonus
- CD Bonus 1:

1. It's All Hood Niggaz
2. M.O.G.

- CD Bonus 2:

1. Money on Da Wood (feat. Bizzy Bone, Scant, & E-Mortal Thugs)
2. No Matter

## Posizioni in classifica
| Classifica (USA)                 | Posizione massima |
| -------------------------------- | ----------------- |
| Billboard 200                    | 43                |
| Billboard Top R&B/Hip-Hop Albums | 17                |

## Critica
| Recensione su  | Giudizio |
| -------------- | -------- |
| RapReviews.com | link     |